# Bill Allen (attore)
Bill Allen (Wichita, 7 novembre 1962) è un attore statunitense.

## Biografia
Bill Allen è un attore conosciuto principalmente per il ruolo del protagonista nel film Rad diretto da Hal Needham (1986).
Esordisce al cinema ed in televisione alla fine degli anni '70. 
Notato dal regista Robert Altman riceve il suo primo ruolo importante nel 1983 nel film Streamers. 

## Filmografia parziale

### Cinema
- Doppio colpo (The Ransom), regia di Richard Compton (1977)
- Nightkill, regia di Ted Post (1980)
- And They Are Off, regia di Theodore H. Kuhns III (1982)
- Streamers, regia di Robert Altman (1983)
- Rad, regia di Hal Needham (1986)
- Nato il quattro luglio (Born on the Fourth of July), regia di Oliver Stone (1989)
- Hard Time Romance, regia di John Lee Hancock (1991)
- Dangerous Touch, regia di Lou Diamond Phillips (1994)
- Sioux City, regia di Lou Diamond Phillips (1994)
- The Astronaut Farmer, regia di Michael Polish (2006)
- Have Dreams, Will Travel, regia di Brad Isaacs (2007)
- Felon - Il colpevole (Felon), regia di Ric Roman Waugh (2008)
- Viaggio d'estate (My One and Only), regia di Richard Loncraine (2009)
- Brothers, regia di Jim Sheridan (2009)
- The Quiet Ones, regia di Amel J. Figueroa (2010)
- The Vigilante, regia di Douglas T. Green (2010)
- Monsterpiece Theatre Volume 1, regia di Ethan Terra Segmento: The Weed (2011)
- Heroes of Dirt, regia di Eric Bugbee (2015)

### Televisione
- Due americane scatenate (The American Girls) – serie TV (1978)
- Hill Street giorno e notte (Hill Street Blues) – serie TV (1985)
- Hotel – serie TV (1985)
- Storie incredibili (Amazing Stories) – serie TV (1985)
- Fuorilegge (Outlaws) – serie TV (1987)
- Ohara – serie TV (1987)
- Casa Keaton (Family Ties) – serie TV (1987)
- Lazarus Man (The Lazarus Man) – serie TV (1996)
- The Indie Escape Network – serie TV (2021)